# Помоћница
Помоћница или кокошије грожђе (лат. Solanum nigrum) је једногодишња зељаста биљка из истоимене породице (Solanaceae), са усправним стаблом које може достићи висину до 60 cm. Листови су троугаоног облика, по ивици тестерасти. Цветови су сакупљени у цвасти, појединачно личе на венчић. Плод је бобица црне боје.
Помоћница је отровна биљка. У хемијски састав ове биљке улазе алкалоиди, межу њима соланин. За биљку се користе још и имена црна помоћница, пасје зеље, торица. Употребљава се у медицини, али будући да је биљка отровна, не и у народној медицини.

## Слике
- цвет помоћнице
- плодови